# Koninklijke Voetbal Club Westerlo
El Koninklijke Voetbal Club Westerlo (ˈkoː.ˌnɪŋk.lə.kə ˈvut.bɑl ˈklʏp ˈβɛs.tər.lo) és un club de futbol belga de la ciutat de Westerlo, Província d'Anvers.

## Història
L'equip fou fundat per primer cop l'any 1917 per un grup d'estudiants, i fou anomenat Sportkring De Bist Westerlo. Després de cinc anys d'existència el club es desfeu. El 1931 es creà el Bist Sport, que dos anys més tard canvià el seu nom a Sportkring Westerlo. Aquelles dates, alguns jugadors deixaren el club i crearen el Westerlo Sport, club que ingressà a la federació el 1935 amb número de matrícula 2024. L'any 1939 guanyà la lliga provincial. El 5 d'agost de 1942, els dos clubs de la ciutat, Sportkring Westerlo i Westerlo Sport decidiren unir-se per formar el club anomenat V.C. Westerlo. Fou campió de la segona divisió d'Anvers el 1960. Vuit anys més tard jugà la primera competició nacional, la Promoció, on fou campió, ascendint a tercera el 1969. Després de diversos descensos i ascensos, el 1993 pujà per primer cop a Segona Divisió, i el 1997 a Primera. L'any 1996 li fou atorgat el títol de reial esdevenint Koninklijke V.C. Westerlo. Guanyà la Copa belga la temporada 2000-01.

## Futbolistes destacats
L'únic jugador qui ha estat internacional amb la selecció belga mentre era jugador del Westerlo ha estat Toni Brogno (7 partits essent jugador del Westerlo).

## Palmarès
- Copa belga de futbol:
  - 2000-01
- Segona divisió belga ronda final:
  - 1997